# Canada Masters and the Rogers AT&T Cup 2003
Canada Masters and the Rogers AT&T Cup 2003 - тенісні турніри, що проходили на відкритих кортах з твердим покриттям. Це був 114-й за ліком Мастерс Канада. Належав до серії Tennis Masters в рамках Туру ATP 2003, а також до серії Tier I в рамках Туру WTA 2003. Чоловічий турнір відбувся на du Maurier Stadium у Монреалі (Канада) з 4 до 10 серпня 2003 року, а жіночий - у National Tennis Centre у Торонто (Канада) з 11 до 17 серпня 2003 року.

## Фінальна частина

### Одиночний розряд, чоловіки
Енді Роддік —  Давід Налбандян 6–1, 6–3
- Для Роддіка це був 4-й титул за сезон і 11-й - за кар'єру. Це був його 1-й титул Мастерс за кар'єру.

### Одиночний розряд, жінки
Жустін Енен-Арденн —  Ліна Красноруцька 6–1, 6–0
- Для Енен-Арденн це був 6-й титул за сезон і 14-й — за кар'єру. Це був її 3-й титул Tier I за сезон і 4-й — за кар'єру.

### Парний розряд, чоловіки
Магеш Бгупаті /  Макс Мирний —  Йонас Бйоркман /  Тодд Вудбрідж 6–3, 7–6(7–4)
- Для Бгупаті це був 3-й титул за сезон і 29-й - за кар'єру. Для Мирного це був 5-й титул за сезон і 18-й - за кар'єру.

### Парний розряд, жінки
Світлана Кузнецова /  Мартіна Навратілова —  Марія Венто-Кабчі /  Анжелік Віджайя 3–6, 6–1, 6–1
- Для Кузнецової це був 4-й титул за сезон і 9-й — за кар'єру. Для Навратілової це був 5-й титул за сезон і 346-й — за кар'єру.